# Phényle

Structure du groupe phényle. Le benzène correspond à R=H, le phénol à R=OH.

Le terme phényle désigne le groupe fonctionnel aromatique de formule brute C6H5-R. Ce groupe fait partie de la famille des aryles et est un dérivé du benzène par perte d'un atome d'hydrogène. Il est souvent désigné par le symbole Ph, ou bien par le lettre grec phi qui peut être écrit -Φ, -Ø ou -φ.
Ce nom désigne également le radical dérivé du benzène dont un des atomes de carbone porte un électron non-apparié.
Les atomes de carbone forment une structure d'anneau cyclique possédant des propriétés d'aromaticité induites par la présence des six électrons délocalisés.
Le groupe phényle diffère du groupe fonctionnel benzyle qui possède en plus un méthylène CH2 supplémentaire. 
Ce groupe hydrophobe se retrouve dans de nombreux composés organiques, dans les polymères tels le polystyrène. Un des plus simples dérivés du benzène est le phénol C6H5OH.

## Nomenclature
En français, l'écriture correcte est phényle pour parler du groupe, mais le « e » final est perdu quand il est en préfixe dans les noms des composés. Exemples : phénylalanine, phénylpyridine.